# Oberölsbach
Oberölsbach ist ein Gemeindeteil der Gemeinde Berg bei Neumarkt in der Oberpfalz im Landkreis Neumarkt in der Oberpfalz in Bayern.

## Geografie
Das Dorf liegt im Oberpfälzer Jura auf circa 400 m ü. NHN etwa 500 m nordöstlich des ehemaligen Ludwig-Donau-Main-Kanals und circa 4 km nördlich des Gemeindesitzes. Im Süden und Westen des Ortes fließt die Schwarzach vorbei.

## Geschichte

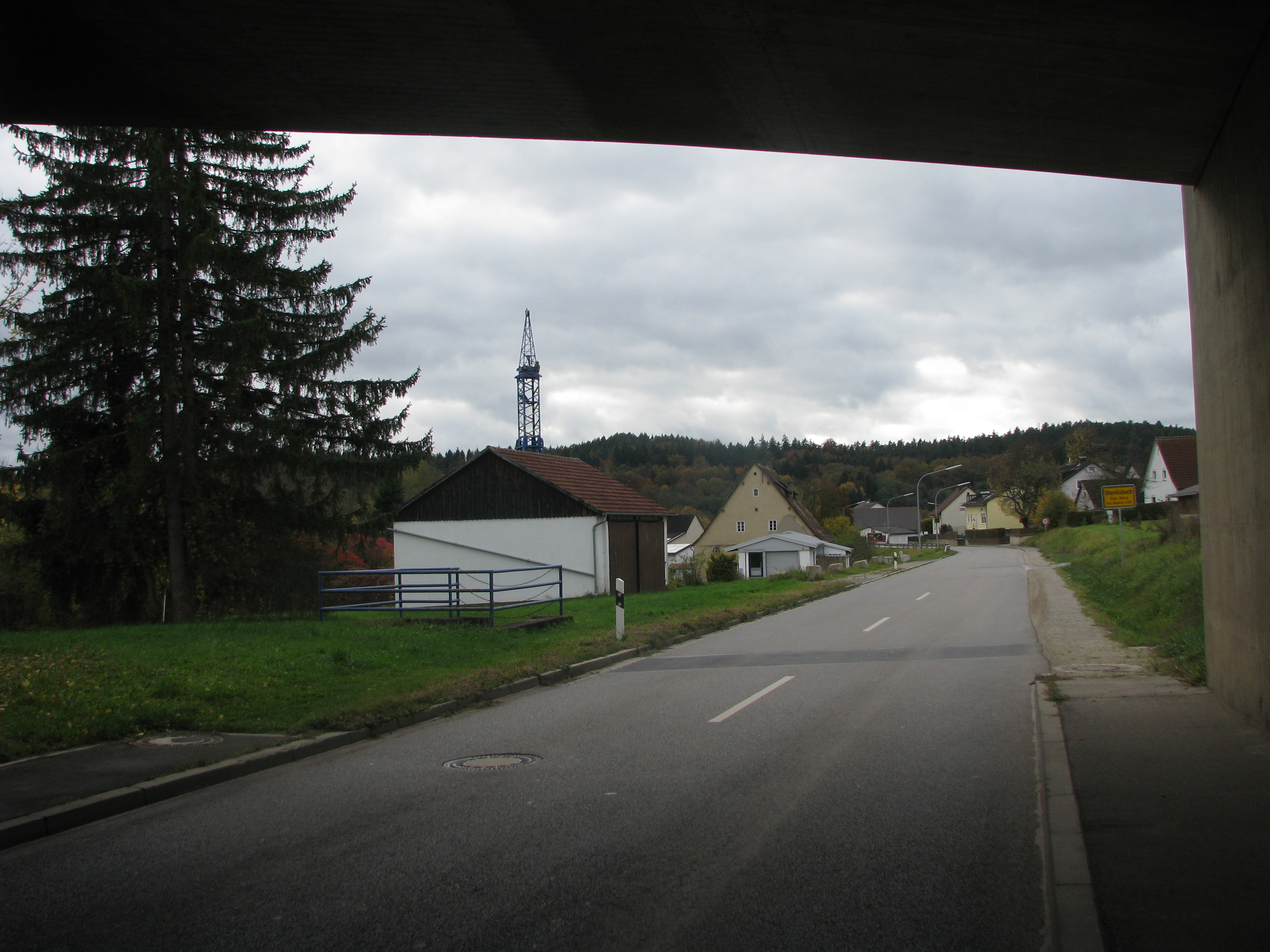
Oberölsbach von der Autobahnunterführung aus, links die ehemalige Papiermühle

1308 und 1309 erscheint „Elspach“ in Nürnberger Urkunden. „Elspach, das obere und untere Dorf“, gehörte ursprünglich den Schweppermännern, dann den Tanloher/Tanlacher. Ulrich Tanlacher verkaufte 1406 fünf Güter an die Frickenhofer. Beide Dörfer waren Lehen der Herren von Leinberth/Leinberg (1356 urkundlich erwähnt), dann der Herren von Abensberg, die die Höfe von Elspach den Huttern zu Nürnberg zu Lehen gaben. Den Huttern folgten als Besitzer die Gugel/Guggel von Nürnberg. 1653 wurden die eingezogenen Lehengüter schließlich an Bauern verliehen. Im Landshuter Erbfolgekrieg (1504/05) wurde die Mühle von Oberölsbach abgebrochen und in Neumarkt wieder aufgebaut. Laut einem Verzeichnis der Reichsstadt Nürnberg hatte diese im 16. Jahrhundert zwei Untertanen in „Obern-Elspach“.
Als im Dreißigjährigen Krieg 1639 die herzogliche Regierung von Amberg von den ihr unterstellten Ämtern Berichte über die Belegungsfähigkeit in den einzelnen Orten für das Winterquartier von Truppen anforderte, führte das Amt Haimburg, zu dem Oberölsbach gehörte, nur vier Höfe von „Oberesbach“ auf, gleich viele wie in „Unteresbach“; die Mehrheit der Höfe beider Orte lag wohl öd. 1652 wurde die 1544 erwähnte, im Dreißigjährigen Krieg zerstörte Papiermühle des Ortes wiedererrichtet; sie wurde um die Mitte des 19. Jahrhunderts zu einer Mahlmühle umgebaut und war bis 1932 in Betrieb. Der letzte Papierfabrikant auf der Mühle hieß Willibald Mittelstraßer. 1702 wurden die Filialen Ober- und Unterölsbach von der katholischen Pfarrei Sindlbach abgetrennt und mit der Pfarrei Gnadenberg vereinigt.
Gegen Ende des Alten Reiches, um 1800, bestand Oberölsbach aus 20 Höfen, die hoch- und niedergerichtlich dem Pflegamt Haimburg unterstanden, das zuletzt in Personalunion mit dem Pflegamt Pfaffenhofen geführt wurde. Es handelte sich um einen ganzen Hof, auf dem der Hintersasse Möderer saß, die fünf Halbhöfe der Hintersassen Kreiß, Brandl, Brandl, Weiß und Mittlstraßer, fünf Viertelhöfe und neun Achtelhöfe.
Im Königreich Bayern (1806) wurde der Steuerdistrikt Oberölsbach, bei der Gemeindebildung um 1810/20 die Ruralgemeinde Oberölsbach gebildet, die neben Oberölsbach noch Reichenholz, Unterölsbach, Gnadenberg, den Irleshof und die Klostermühle umfasste. Diese Gemeinde war zunächst dem Landgericht Pfaffenhofen, dann bei dessen Auflösung dem Landgericht Kastl im Bezirksamt Velburg unterstellt. 1833 wird das Dorf Oberölsbach folgendermaßen beschrieben: „22 H[äuser], 1 Capelle, 12 Branntweinbrennereyen, 1 Wirthshaus.“ 1837 wurden im Zuge des Baus des Ludwig-Donau-Main-Kanals die anstehenden Erdarbeiten zwischen Neumarkt und Oberölsbach im Landgericht Neumarkt versteigert.
1937 ist eine Kapelle bei Oberölsbach zur Heiligsten Dreifaltigkeit erwähnt, die der Familie Bayer gehörte. 1950 erhielt der 1949 gegründete Sportclub Oberölsbach einen Sportplatz, 1978/80 eine Turnhalle. Im Zuge der Gebietsreform in Bayern wurde die circa 770 ha große Gemeinde Oberölsbach aufgelöst; sämtliche Gemeindeteile wurden zum am 1. Mai 1978 nach Berg eingemeindet. Letzter Bürgermeister der Gemeinde war von 1972 bis 1978 Ernst Wurm.

### Einwohnerentwicklung des Ortes Oberölsbach
- 1836: 142 (22 Häuser/Höfe)[16]
- 1861: 175 (61 Gebäude)[17]
- 1900: 143 (31 Wohngebäude, 1 Kapelle)[18]
- 1937: 139[19]
- 1961: 160 (37 Wohngebäude)[20]
- 1987: 179 (54 Wohngebäude, 61 Wohnungen)[21]
- 2015: 182[22]

### Einwohnerentwicklung der Gemeinde Oberölsbach
- 1836: 492 (73 Häuser/Höfe)[23]
- 1861: 561 (185 Gebäude)[17]
- 1900: 442 (87 Wohngebäude; Viehbestand: 20 Pferde, 309 Stück Rindvieh, 374 Schweine, 30 Ziegen)[18]
- 1937: 462[24]
- 1961 (letzte Zählung vor der Eingemeindung nach Berg): 602 (119 Wohngebäude)[20]

## Baudenkmäler
- Steinbildstock, 18./19. Jahrhundert[25]
- Ehemalige Papiermühle, die sog. Kürzingermühle, im Kern aus dem 17. Jahrhundert stammend.
- Abschnitt des Ludwig-Donau-Main-Kanals

## Vereine
- Freiwillige Feuerwehr Oberölsbach
- Jugend-Rotkreuz-Gruppe Oberölsbach
- SC Oberölsbach (SCO), gegründet 1949[26]
- Schützenverein „Klosterberg“ Oberölsbach

## Verkehrsanbindung
Oberölsbach liegt an der Ausfahrt 91 der Bundesautobahn 3. Durch den Ort führt die Staatsstraße 2240, von der innerorts in östliche Richtung die Kreisstraße NM 8 abzweigt.

## Persönlichkeiten
- Josef Kürzinger, Professor Dr. theol., * 20. Februar 1898 in Oberölsbach (Kastenbauer Hof); † 1. Februar 1984 in Eichstätt[27]